# Раджабов, Сафарали
Сафарали Раджабович Раджабов (2 сентября 1955, кишлак Чилча, Файзабадский район, Таджикская ССР, СССР — 6 октября 2011, Душанбе, Таджикистан) — таджикский государственный деятель, председатель Маджлиси Оли (парламента) Таджикистана (1995—2000).

## Биография
Раджабов Сафарали родился 2 сентября 1955 года в Файзабадском районе. Работать начал в 1972 году рабочим совхоза «Калъаи дашт».
Год спустя он поступил в Душанбинский государственный педагогический институт, который окончил в 1977 году. Вернувшись в родной район, Раджабов два месяца проработал учителем в средней школе, после чего был назначен директором спортивно-технического клуба, проработав в этой должности.
В 1989 году он заочно окончил Таджикский сельскохозяйственный институт.
С 1980 пол 1990 годы он работал в должностях директора межшкольного учебно-производственного комбината Файзабадского района и директором ПТУ № 24 этого же района.
В 1990—1995 — народный депутат Таджикистан — секретарь, заместитель председателя, с 1992 — председатель Комитета Верховного Совета Таджикистана по правопорядку, законодательству и правам человека.
С 1995 года — народный депутат Маджлиси Оли — с 6 апреля 1995—2000 — председатель парламента Таджикистана первого созыва. С января 2000 по 2005 год — министр образования.
С февраля 2005 депутат Маджлиси намояндагон Маджлиси Оли. В парламенте он возглавлял комитета по госстроительству и местному самоуправлению.
Скончался 6 октября 2011 года в Душанбе на 57 году жизни от сердечной недостаточности. Похоронен на кладбище Лучоб.

## Награды
- Заслуженный деятель науки Республики Таджикистан.
- Орден «Содружество» (8 декабря 2000 года, Совет Межпарламентской Ассамблеи государств — участников СНГ) — за активное участие в деятельности Межпарламентской Ассамблеи и её органов,  вклад в укрепление дружбы между народами государств — участников Содружества[3].
- Медаль «МПА СНГ. 25 лет» (27 марта 2017 года, Межпарламентская ассамблея СНГ, посмертно) — за заслуги в деле развития и укрепления парламентаризма, за вклад в развитие и совершенствование правовых основ функционирования Содружества Независимых Государств, укрепление международных связей и межпарламентского сотрудничества[4].

## Семья
Жена и восемь детей.